# Dương Nan Đương
Dương Nan Đương (giản thể: 杨难当; phồn thể: 楊難當, ? – 465), người dân tộc Đê, thủ lĩnh Cừu Trì  vào đời Nam Bắc triều, tại vị trong khoảng thời gian 429 ÷ 442.

## Cuộc đời và sự nghiệp
Năm 429, anh trai của Nan Đương là Cừu Trì thủ lĩnh Dương Huyền qua đời, đề nghị ông kế vị, bởi con trai Huyền là Bảo Tông còn nhỏ tuổi. Nan Đương kiên quyết từ chối, phù lập Bảo Tông làm thủ lĩnh. Nhưng sau đó Nan Đương nghe lời khuyên của vợ là Diêu thị, phế Bảo Tông, tự lập làm thủ lĩnh, xưng Đô đốc Ung, Lương, Tần 3 châu chư quân sự, Tần Châu thứ sử, Vũ Đô vương.
Nan Đương xưng phiên với nhà Lưu Tống, vào tháng 6 ÂL năm 430, được Lưu Tống Văn đế cho làm Quan quân tướng quân, Tần Châu thứ sử, Vũ Đô vương. Năm 432, được tiến hiệu Chinh tây tướng quân. Tháng 6 ÂL, Nan Đương phát giác mưu đồ tập kích mình của Dương Bảo Tông, bèn giam cầm anh ta. Tháng 8 ÂL, Nan Đương trợ giúp thủ lĩnh lưu dân là Hứa Mục Chi xâm phạm đất Thục, bị Ích Châu thứ sử Lưu Đạo Tế đẩy lui.
Tháng 9 ÂL năm 433, Nan Đương được nhà Bắc Ngụy bái làm Chinh nam đại tướng quân, Khai phủ Nghi đồng tam tư, Tần, Lương 2 châu mục, Nam Tần vương. Cùng năm, Nan Đương nhân lúc nhà Lưu Tống thay đổi Lương Châu thứ sử, quan mới chưa đến, bèn xua quân đánh chiếm Hán Trung, đặt thủ hạ của mình làm Lương Châu thứ sử. Tháng giêng ÂL năm 434, tướng Tống là Tiêu Tư Thoại đến nhận chức Lương Châu thứ sử, đánh bại quân Cừu Trì, giành lại Hán Trung. Nan Đương dâng biểu tạ tội, tiếp tục xưng phiên với nhà Lưu Tống.
Năm 436, Nan Đương tự xưng Đại Tần vương, đổi niên hiệu là Kiến Nghĩa, lập vợ làm vương hậu, con làm thái tử, nhưng vẫn tiếp tục triều cống nhà Lưu Tống. Năm 440, gặp lúc hạn hán, Nan Đương tự giáng làm Vũ Đô vương.
Tháng 10 ÂL năm 441, Nan Đương dốc quân cả nước đi đánh đất Thục, vây Phù Thành thuộc Ích Châu, đánh Ba Tây thuộc Ung Châu, bắt hơn 7000 hộ lưu dân đem về Cừu Trì. Tháng giêng ÂL năm 442, tướng Tống là bọn Bùi Phương Minh tấn công Cừu Trì, Nan Đương thua chạy đến Thượng Khuê, đầu hàng nhà Bắc Ngụy. Bắc Ngụy Thái Vũ đế sai Trung Sơn vương Thác Bạt Thần đưa Nan Đương đến hành cung gặp mặt, sau đó đem toàn bộ gia tộc họ Dương về Bình Thành.
Văn Thành đế lên ngôi, Nan Đương được thụ chức Doanh Châu thứ sử, rồi được triệu về làm Ngoại đô đại quan. Tháng 12 ÂL năm Hòa Bình thứ 5 (đầu năm 465), mất, thụy là Trung.